# Schlacht bei Myton
Schlachten des Ersten Schottischen Unabhängigkeitskrieges

Berwick – Dunbar – Stirling Bridge – Falkirk – Roslin – Stirling Castle – Methven – Dalry – Glen Trool – Loudoun Hill – Inverurie – Brander – Perth – Bannockburn – Berwick – Berwick – Myton – Byland – Weardale
Schlachten des Zweiten Schottischen Unabhängigkeitskrieges

Kinghorn – Dupplin Moor – Annan – Berwick – Halidon Hill – Boroughmuir – Culblean – Neville’s Cross
Die Schlacht bei Myton (englisch auch Chapter of Myton) war eine Schlacht während des Ersten Schottischen Unabhängigkeitskrieges. Am 12. September 1319 schlug ein schottisches Heer ein schlecht ausgerüstetes englisches Heer, das zur Verteidigung von York aufgestellt worden war. Irrtümlicherweise wird auch der 20. September als Datum der Schlacht genannt.

## Vorgeschichte
Als ab dem 7. September 1319 ein englisches Heer unter König Eduard II. die schottische Grenzfestung Berwick belagerte, unternahmen die Schotten unter Sir James Douglas und Thomas Randolph, 1. Earl of Moray einen Vorstoß nach England, um die belagerte Stadt zu entlasten. Allerdings wollte der schottische König Robert Bruce eine offene Feldschlacht gegen die besser ausgerüsteten englischen Ritter vermeiden, so dass der schottische Vorstoß die Belagerung von Berwick vor allem stören oder die Engländer gar zum Abbruch der Belagerung bewegen sollte.

## Der Weg zur Schlacht
Das schottische Heer, das angeblich 20.000 Mann, doch wahrscheinlich eher zwischen 10.000 und 15.000 Mann umfasste, stieß über Carlisle nach Cumberland vor und umging damit die Belagerer bei Berwick. Durch Northumberland und Durham zogen die Schotten plündernd bis nach Boroughbridge und Myton-on-Swale in Yorkshire, wobei sie angeblich von Edmund Darel, einem verräterischen Ritter des englischen Königs geführt wurden. Die Verteidiger von York sollen durch einen gefangen genommenen schottischen Spion erfahren haben, dass die Schotten versuchen wollten, Königin Isabelle, die sich in der Nähe der Stadt aufhielt, zu überraschen und gefangen zu nehmen. Diesem Bericht wurde zwar kaum Glauben geschenkt, dennoch wurde Isabelle erst nach York und dann per Schiff nach Nottingham Castle gebracht. Die Engländer befürchteten aber weiter einen schottischen Angriff auf York, wo sich seit September 1318 die königliche Verwaltung befand. Da die Truppen aus Yorkshire bereits vor Berwick lagen, stellten Erzbischof William Melton von York und der königliche Kanzler John Hotham zusammen mit Nicholas Fleming, dem Mayor von York, hastig ein Heer zur Verteidigung der Stadt auf. Das Heer soll angeblich 10 bis 20.000 Mann stark gewesen sein, doch es bestand fast nur aus schlecht ausgerüsteten und unzureichend bewaffneten Bürgern aus York und Einwohnern aus dem Umland, die von zahlreichen Geistlichen begleitet wurden. Dieses Heer zog am 12. September in Richtung des über zwanzig Kilometer entfernten Myton-on-Swale in der Hoffnung, die Schotten zu überraschen und so schlagen zu können.

## Verlauf der Schlacht
Myton-on-Swale liegt etwa fünf Kilometer östlich von Boroughbridge beidseits des River Swale, knapp oberhalb von dessen Mündung in den River Ure. Vermutlich zog das englische Heer von York am Ostufer des Swale heran, um über die Brücke von Myton den River Swale zu überqueren. Die Schotten bemerkten das englische Heer und zündeten Heudiemen an, so dass den Engländern durch den Brandrauch die Sicht genommen wurde. Dann umgingen schottische Reiter das englische Heer und blockierten den Rückzug über die Brücke, während das schottische Hauptheer die desorientierten und unerfahrenen Engländer angriff. Die Engländer erlitten hohe Verluste. Unter den zahlreichen Toten befand sich auch Mayor Fleming, viele weitere Engländer ertranken während der Flucht im River Swale oder im River Ure. Unter den zahlreichen Gefangenen befanden sich auch die Beamten Andrew de Tange sowie William und Richard Airmyn. Erzbischof Melton und Kanzler Hotham konnten sich nur knapp nach York retten, wo sie die Stadttore vor der erwarteten schottischen Belagerung schließen ließen. Angesichts der zahlreichen Geistlichen, die das englische Heer begleitet hatten und von denen viele getötet wurden, bezeichneten die Schotten die Schlacht spöttisch als Kapitel von Myton.

## Folgen
Nachdem die englischen Belagerer vor Berwick am 14. September von der Niederlage von Myton erfahren hatten, verließ der Earl of Lancaster am 16. September mit seinem großen Gefolge das Belagerungsheer. Möglicherweise wollte er die Schotten auf ihrem Rückzug stellen oder wenigstens seine eigenen nordenglischen Besitzungen schützen, doch aufgrund seines Abzugs brach der König am 17. September die Belagerung von Berwick ab und zog sich nach Newcastle zurück. Die Schotten stießen nach der Schlacht von Myton nicht weiter nach York vor, sondern zogen weiter südlich bis Castleford. Damit standen sie nur unweit nördlich von Pontefract, einer der wichtigsten Burgen des Earl of Lancaster. Dann wandten sie sich um den 14. September nach Westen und zogen über Airedale und Wharfedale plündernd nach Norden. Westlich der Pennines plünderten und verwüsteten sie die Region, verbrannten die Ernte und erbeuteten viel Vieh. Schließlich entkamen sie über Stainmoor, Gilsland und an Carlisle vorbei zurück nach Schottland.
Nach der Niederlage von Myton und dem Scheitern der Belagerung von Berwick nahmen die Engländer ab Ende Oktober 1319 Verhandlungen mit Schottland auf, die schließlich am 25. Dezember zum Abschluss eines auf mindestens zwei Jahre befristeten Waffenstillstand führten. Für Januar 1320 berief Eduard II. ein Parlament nach York. Während des Parlaments wurde John Hotham, möglicherweise wegen der katastrophalen Niederlage von Myton, als königlicher Kanzler entlassen.